# 31.ª edición de los Premios Grammy
La 31.ª edición de los Premios Grammy se celebró el 22 de febrero de 1989 en el Shrine Auditorium de Los Ángeles, en reconocimiento a los logros discográficos alcanzados por los artistas musicales durante el año anterior. El evento fue presentado por Billy Crystal y fue televisado en directo en Estados Unidos por CBS.
Esta edición incorporó por primera vez la categoría de premio a la mejor interpretación rap.

## Ganadores

### Generales
- Grabación del año
  - Linda Goldstein (productor), Bobby McFerrin por "Don't Worry, Be Happy"
- Álbum del año
  - George Michael (productor e intérprete) por Faith
- Canción del año
  - Bobby McFerrin por "Don't Worry, Be Happy"
- Mejor artista novel
  - Tracy Chapman

### Blues
- Mejor álbum de blues tradicional
  - Willie Dixon por Hidden Charms
- Mejor álbum de blues contemporáneo
  - The Robert Cray Band por Don't Be Afraid of the Dark

### Clásica
- Mejor grabación clásica orquestal
  - Robert Woods (productor), Louis Lane, Robert Shaw (directores) & Atlanta Symphony Orchestra por Rorem: String Symphony; Sunday Morning; Eagles
- Mejor interpretación solista vocal clásica
  - Emerson Buckley (director), Luciano Pavarotti & Symphony Orchestra of Amelia Romangna por Luciano Pavarotti in Concert
- Mejor grabación de ópera
  - Christopher Raeburn (productor), Georg Solti (director), Plácido Domingo, Dietrich Fischer-Dieskau, Siegmund Nimsgern, Jessye Norman, Eva Randova, Hans Sotin, & Vienna State Opera Orchestra por Wagner: Lohengrin
- Mejor interpretación coral, clásica
  - Robert Woods (productor), Robert Shaw (director) & Atlanta Symphony Orchestra & Chorus por Verdi: Requiem & Operatic Choruses
- Mejor interpretación clásica -Solista o solistas instrumentales (con orquesta)
  - Carlo Maria Giulini (director), Vladimir Horowitz & La Scala Opera Orchestra por Mozart: Concierto para piano n.º 23
- Mejor interpretación clásica -Solista o solistas instrumentales (sin orquesta)
  - Alicia de Larrocha por Albéniz: Iberia, Navarra, Suite Espagnola
- Mejor interpretación de música de cámara
  - David Corkhill, Evelyn Glennie, Murray Perahia & Georg Solti por Bartók: Sonata para dos pianos y percusión
- Mejor composición clásica contemporánea
  - John Adams (compositor), Edo de Waart (director) & San Francisco Symphony por Adams: Nixon in China
- Mejor álbum de música clásica
  - Robert Woods (productor), Robert Shaw (director) & Atlanta Symphony Orchestra & Chorus por Verdi: Requiem & Operatic Choruses

### Comedia
- Mejor grabación de comedia
  - Robin Williams por Good Morning, Vietnam

### Composición y arreglos
- Mejor composición instrumental
  - Danny Elfman (compositor) por "The Batman Theme"
- Mejor canción escrita específicamente para una película o televisión
  - Phil Collins & Lamont Dozier (compositores); Phil Collins (intérprete) por "Two Hearts" (de Buster)
- Mejor álbum o banda sonora original instrumental escrita para una película o televisión
  - David Byrne, Cong Su & Ryuichi Sakamoto (compositores) por The Last Emperor
- Mejor arreglo instrumental
  - Roger Kellaway (arreglista); Eddie Daniels (intérprete) por "Memos From Paradise"
- Mejor arreglo de acompañamiento para vocalista(s)
  - Jonathan Tunick (arreglista); Cleo Laine (intérprete) por "No One Is Alone"

### Country
- Mejor interpretación vocal country, femenina
  - K. T. Oslin por "Hold Me"
- Mejor interpretación vocal country, masculina
  - Randy Travis por Old 8x10
- Mejor interpretación country, duo o grupo
  - The Judds por "Give a Little Love"
- Mejor colaboración vocal country
  - k.d. lang & Roy Orbison por "Crying"
- Mejor interpretación instrumental country
  - Asleep at the Wheel por "Sugarfoot Rag"
- Mejor canción country
  - K. T. Oslin (compositora) por "Hold Me"
- Mejor grabación de bluegrass (vocal o instrumental)
  - Bill Monroe por Southern Flavor

### Espectáculo musical
- Mejor álbum de espectáculo con reparto original
  - Stephen Sondheim (compositor y guionista), Jay David Saks (productor) & varios intérpretes por Into the Woods

### Folk
- Mejor álbum de folk tradicional
  - Don DeVito, Harold Leventhal, Joe McEwen & Ralph Rinzler (productores); varios intérpretes por Folkways - A Vision Shared: A Tribute to Woody Guthrie & Leadbelly
- Mejor álbum de folk contemporáneo
  - Tracy Chapman por Tracy Chapman

### Gospel
- Mejor interpretación vocal gospel, femenina
  - Amy Grant por Lead Me On
- Mejor interpretación vocal gospel, masculina
  - Larnelle Harris por Christmas
- Mejor interpretación vocal gospel, duo o grupo
  - The Winans por The Winans Live at Carnegie Hall
- Mejor interpretación gospel soul, femenina
  - Aretha Franklin por One Lord, One Faith, One Baptism
- Mejor interpretación gospel soul, masculina
  - BeBe Winans por "Abundant Life"
- Mejor interpretación gospel soul, duo grupo
  - Take 6 por Take 6

### Hablado
- Mejor grabación hablada
  - Jesse Jackson por Speech by Rev. Jesse Jackson

### Histórico
- Mejor álbum histórico
  - Bill Levenson (productor); Eric Clapton (intérprete) por Crossroads

### Infantil
- Mejor grabación para niños
  - Ry Cooder (productor y compositor), Mark Sottnick (productor) & Robin Williams por Pecos Bill

### Jazz
- Mejor interpretación vocal jazz femenina
  - Betty Carter por Look What I Got!
- Mejor interpretación vocal jazz masculina
  - Bobby McFerrin por Brothers
- Mejor interpretación vocal jazz, duo o grupo
  - Take 6 por "Spread Love"
- Mejor interpretación instrumental jazz, grupo
  - Michael Brecker por Don't Try This at Home
- Mejor interpretación instrumental jazz, grupo
  - Roy Haynes, Cecil McBee, David Murray, Pharoah Sanders & McCoy Tyner por Blues for Coltrane: A Tribute to John Coltrane
- Mejor interpretación instrumental jazz, big band
  - Gil Evans & The Monday Night Orchestra por Bud & Bird
- Mejor interpretación de jazz fusion, vocal o instrumental
  - Yellowjackets por Politics

### Latina
- Mejor álbum de pop latino
  - Roberto Carlos por Roberto Carlos
- Mejor álbum latino tropical tradicional
  - Rubén Blades por Antecedente
- Mejor interpretación mexicano-americana
  - Linda Ronstadt por Canciones de Mi Padre

### New age
- Mejor interpretación new age
  - Shadowfax por Folksongs for a Nuclear Village